# ALL (AAA專輯)
「ALL」是AAA的第2枚原創專輯。於2007年1月1日發行。唱片公司為avex trax。

## 概要
- 與上一張迷你專輯「ALL/2」相距約4個月。與上一張原創專輯「ATTACK」相距1年。
- 收錄第5張單曲「哈利路亞」至第12張單曲「Black & White」的10首A面曲，以及新曲「Champagne Gold」、「未完成」等，共13首曲目。
- 本作分「CD+DVD」和「CD ONLY」。「CD+DVD」收錄了單曲「颶風·莉莉，波士頓·瑪麗」的PV和歌曲「未完成」的PV和PV making。
- 與DVD「1st Anniversary Live -3rd ATTACK 060913- at 日本武道館」同時發行。
- 在1月15日於公信榜專輯週排行榜取得第24位。

## 收錄內容

### CD
1. 哈利路亞（ハレルヤ）
（作詞：菜穂 作曲・編曲：h-wonder）
5th單曲・TBS電視台電視劇「ガチバカ!」的片頭曲
2. 颶風·莉莉，波士頓·瑪麗（ハリケーン・リリ,ボストン・マリ）
（作詞・作曲：真島昌利　編曲：家原正樹）
7th單曲・朝日電視台電視劇「7人女律師」的主題曲
3. Let it beat!
（作詞：田辺智沙　作曲・編曲：渡辺未來）
9th單曲・電影「秋葉原@DEEP」的主題曲
4. Samurai heart -侍魂-
（作詞：ササキオサム 作曲：Ikoman & Vrij(backed new jack) 編曲：Ikoman Rap詞：ササキオサム・日高光啓）
12th單曲・TBS電視台「駅伝」的主題曲
5. 口香糖（チューインガム）
（作詞・作曲：中村中）
11th單曲
西島隆弘・浦田直也主唱
6. 刀魂男孩（ソウルエッジボーイ）
（作詞：ササキオサム 作曲：大西克巳　編曲：柴崎浩）
8th單曲・遊戲「仙境傳說」的主題曲
西島隆弘・浦田直也・日高光啓・與真司郎・末吉秀太主唱
7. 和服噴射女孩（キモノジェットガール）
（作詞・作曲：21st Century Stars (ROLLY Ster KATO Ster)　編曲：吉本匡孝）
8th單曲
宇野實彩子・伊藤千晃・後藤友香里主唱
8. "Q"
（作詞：m.c.A・T 作曲・編曲：上野圭市）
10th單曲・「第26屆全國高中測驗錦標賽」的應援歌曲
9. Champagne Gold
（作詞：井上秋緒 作曲：sin 編曲：M.O.R）
10. Winter lander!!
（作詞：jam　作曲：渡辺未來　編曲：h-wonder　Rap詞：日高光啓）
12th單曲
11. Shalala 希望之歌
（作詞：石田衣良　作曲：成瀬英樹　編曲：今井了介）
6th單曲・日本海電視台節目「プリン・ス」2006年4月片頭曲
12. Us
（作詞：jam 作曲：伊橋成哉 編曲：上杉洋史）
13. 未完成（ミカンセイ）
（作詞：菜穂 作曲：h-wonder 編曲：家原正樹）

### DVD
1. 未完成（Music Clip）
2. 颶風·莉莉，波士頓·瑪麗（Music Clip）
3. 未完成（off shot）